# Florencia Peña

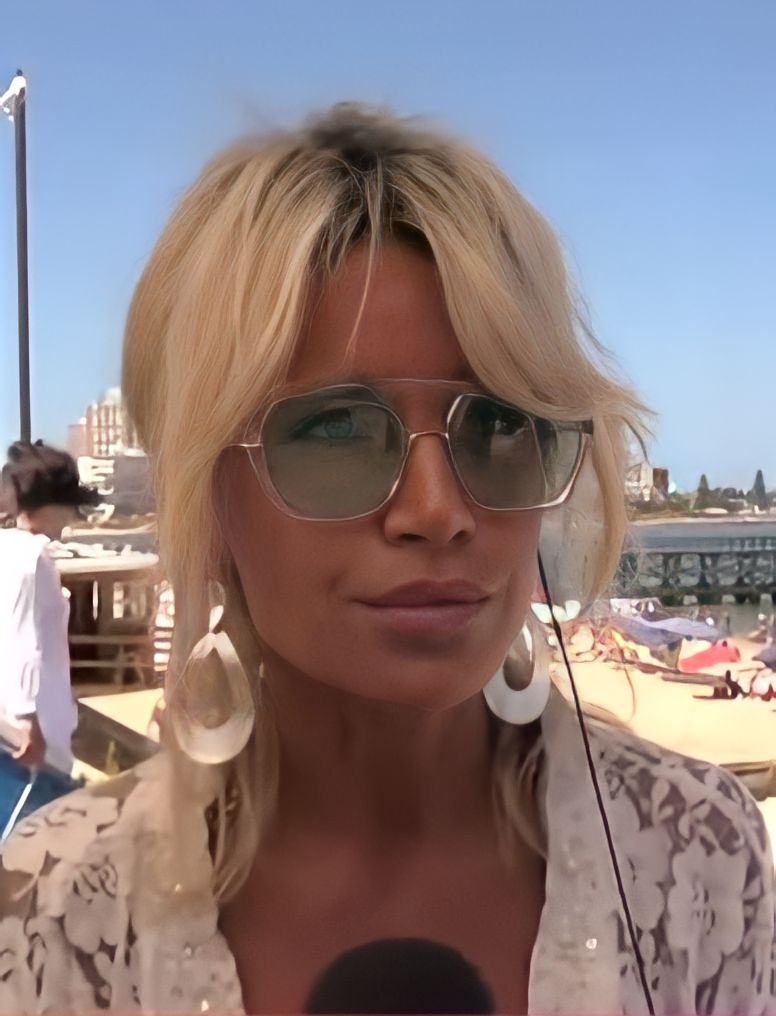
Florencia Peña (2022)

María Florencia Peña (* 7. November 1974 in Buenos Aires) ist eine argentinische Schauspielerin, Humoristin und Fernsehmoderatorin.

## Leben
Im Alter von sieben Jahren begann Peña ihre Schauspielkarriere mit der Fernsehserie Festilindo.
Peña ist mit dem Musiker Mariano Otero verheiratet und hat zwei Kinder.

## Filmografie
- 1999: Ángel, la diva y yo
- 2002: ¿Y dónde está el bebé?
- 2005: Chicken Little (Sprechrolle)
- 2006: Chile 672
- 2009: Dormir al sol
- 2011: Juntos para siempre
- 2017: Juntos para siempre
- 2018: El Potro, lo mejor del amor
- 2019: Los adoptantes
- 2021: La Panelista
- 2022: Más respeto que soy tu madre
- 2022: Miénteme

Fernsehserien
- 1981: Festilindo
- 1989: Clave de Sol
- 1989: Nosotros y los otros
- 1992: Son de Diez
- 1993: Regalo del Cielo
- 1996: Sueltos
- 1997: De corazón
- 1998: La Nocturna
- 1998: Verano del ’98
- 2000: Chabonas
- 2000: Tiempo final
- 2001: Poné a Francella
- 2002: ¿Quién es Alejandro Chopi?
- 2003: Disputas
- 2003: La Banda de Cantaniño en Telefe
- 2004: El show de la tarde
- 2004: La Niñera
- 2005: Casados con hijos
- 2007: Hechizada
- 2008: Una de dos
- 2009: Viaje de Locos

## Theater
- Los monólogos de la vagina (Vagina-Monologe)
- Grease
- Blancanieves (Schneewittchen)
- Confesiones de mujeres de 30
- Mamá es una estrella
- Shakespereando
- De carne somos
- Desangradas en glamour
- Sweet Charity

## Auszeichnungen
- Martín Fierro (Preis), 2002, 2006
- Premios ACE, 2007